# Košare (Bośnia i Hercegowina)
Košare (serb. Кошаре) – wyludniona obecnie wieś w Bośni i Hercegowinie, w Federacji Bośni i Hercegowiny, w kantonie sarajewskim, w gminie Ilijaš.

## Położenie
Wieś położona jest w środkowo-wschodniej części kraju, na wschodnich obrzeżach Federacji Bośni i Hercegowiny, na północy kantonu. Leży w odległości około 7 km na wschód od drogi M18, około 20 km na północny wschód od stolicy gminy – Ilijaš i około 20 km na północ od Sarajewa. 5 km na wschód od miejscowości przebiega granica Federacji Bośni i Hercegowiny z Republiką Serbską. Najbliższymi sąsiednimi miejscowościami są: Vidotina znajdująca się na wschód od Košare, Bokšići na północnym zachodzie i Visojevica na północnym wschodzie.
Według regionalizacji fizycznogeograficznej Europy, zgodnej z uniwersalną klasyfikacją dziesiętną, przedstawioną w 1971 roku, wieś położona jest na obszarze megaregionu Półwysep Bałkański, prowincji Góry Dynarskie.
Miejscowość leży w strefie czasowej UTC+01:00 czasu standardowego (zimowego), natomiast czas letni jest zgodny ze strefą czasową UTC+02:00.

## Klimat
Miejscowość położona jest w strefie klimatu umiarkowanego przejściowego między klimatem kontynentalnym a śródziemnomorskim. Charakterystycznymi cechami tego klimatu są bardzo mroźne zimy i upalne lata. Dodatkowo w okresie zimowym występują bardzo silne wiatry.

## Historia
Od 1 grudnia 1918 roku wieś znajdowała się na obszarze Królestwa Serbów, Chorwatów i Słoweńców. W 1929 roku nazwę państwa zmieniono na Królestwo Jugosławii. W czasie II wojny światowej tereny te znajdowały się pod okupacją III Rzeszy i Królestwa Włoch. Utworzono wówczas Niepodległe Państwo Chorwackie. W maju 1945 roku władze nad obszarem przejęli komuniści. W listopadzie 1945 roku miejscowość znalazła się w granicach Socjalistycznej Federacyjnej Republiki Jugosławii, w Republice Bośni i Hercegowiny. Od 1992 roku, w wyniku rozpadu Jugosławii, wieś położona jest na terenie Bośni i Hercegowiny w jej federacyjnej części.

## Demografia
Spis ludności z 1991 roku wykazał, że wieś się wyludniła, choć jeszcze w 1981 roku zamieszkiwało ją 10 osób, wszystkie deklarujące narodowość serbską. Od 1961 roku następowały następujące zmiany liczby ludności wsi Košare:
| Rok             | 1961 | 1971 | 1981 | 1991 |
| Liczba ludności | 65   | 35   | 10   | 0    |